# Модуль крупності
Модуль крупності (рос. модуль крупности, англ. gradation factor, нім. Körnungsziffer f) — безрозмірний показник, значення якого обчислюють діленням на 100 суми повних залишків на стандартних ситах з отворами 2,5; 1,25; 0,63; 0,315; 0,16; (0,14) мм.